# 图尔卡纳湖国家公园
图尔卡纳湖国家公园是肯尼亚三座国家公园的总称，包括图尔卡纳湖东岸的希比罗依国家公园、湖泊中心的中央岛国家公园和湖泊南部的南岛国家公园。1997年列入联合国教科文组织世界遗产名录。国家公园的生物主要有尼羅鱷、候鸟、蛇类、河马等。园内科比福拉地区的化石在世界上是独一无二的 。

## 登录基准
该世界遗产被认为满足世界遺產登錄基準中的以下基準而予以登錄：
- （viii）代表生命进化的纪录、重要且持续的地质发展过程、具有意义的地形学或地文学特色等的地球历史主要发展阶段的显著例子。
- （x）拥有最重要及显著的多元性生物自然生态栖息地，包含从保育或科学的角度来看，符合普世价值的濒临绝种动物种。